# Осадчук, Сергей Иванович
Сергей Иванович Осадчук (18 октября 1982, Гурьев, Казахская ССР, СССР) — российский футболист, полузащитник; тренер.

## Биография
Воспитанник псковского футбола. В 1995 году переехал вместе с родителями из Казахстана в Россию. Начал заниматься футболом в детской спортивной школе «Искра» (Псков). Первые тренеры — Андрей Анатольевич Дмитриев и Андрей Михайлович Колышев. В 2001 году играл за дубль «Пскова-2000» в Первенстве КФК (МРО «Северо-Запад»). В 2002 году — игрок клуба второго дивизиона «Спартак» Луховицы. В 2003 году играл за основную команду «Пскова-2000». В дальнейшем играл в основном за команды второго дивизиона. С ноября 2013 по июль 2014 года принадлежал ФК «Тосно», однако не сыграл за команду из Ленинградской области ни одной игры, в то время как «Тосно» стал победителем зоны «Запад» второго дивизиона, выступал на правах аренды за «Псков-747». В первом дивизине (ФНЛ) играл за «Волгу» из Нижнего Новгорода и футбольный клуб «Уфа». В составах «Луховиц», новороссийского «Черноморца» и нижегородской «Волги» принимал участие в матчах 1/16 финала Кубка России против «Рубина», «Сатурна» и «Амкара». Сыграл в более чем 350 матчах первенства и Кубка России.
С мая 2016 по апрель 2021 года — главный тренер великолукского клуба «Луки-Энергия». Затем был помощником главного тренера «Луки-Энергии» Сергея Гунько. После ухода Гунько в октябре 2021 года стал исполняющим обязанности главного тренера, затем — главным тренером. После окончания сезона 2022/23 продлил контракт с «Луки-Энергией» до 31 декабря 2023 года.
В апреле 2018 года получил Лицензию РФС тренера категории «В» UEFA B Licence.

## Достижения
- Победитель второго дивизиона (3): 2004, 2008 (оба раза — зона «Урал-Поволжье»), 2010 (зона «Юг»)
- Обладатель Кубка ПФЛ (2): 2008, 2010
- Серебряный призёр второго дивизиона: 2011/12 (зона «Урал-Поволжье»)
- Бронзовый призёр второго дивизиона: 2012/13 (зона «Запад»)
- Бронзовый призёр Первенства КФК: 2001 (зона «Северо-Запад»)